# クランベリー (洋菓子店)
株式会社クランベリー（英: Cranberry Co., Ltd.）は、北海道帯広市にある洋菓子店・企業。

## 主な商品
クランベリーを代表する商品「スイートポテト」は、サツマイモの皮を容器として使用している。「シャンルル」は十勝の古名から名づけたクッキーであり、「ガブリエルクッキー」は元陸上競技選手のガブリエラ・アンデルセンが来店した際に、母国であるスイスの家庭的な手作りクッキーを紹介してくれたことが縁でつくられた。商品は各店舗、帯広の百貨店・藤丸や帯広空港（とかち帯広空港）の藤丸売店で購入することができるほか、通信販売でも主な商品を取り扱っている。また、全国各地の物産展に出店することもある。
- スイートポテト
- シャンルル
- ガブリエルクッキー

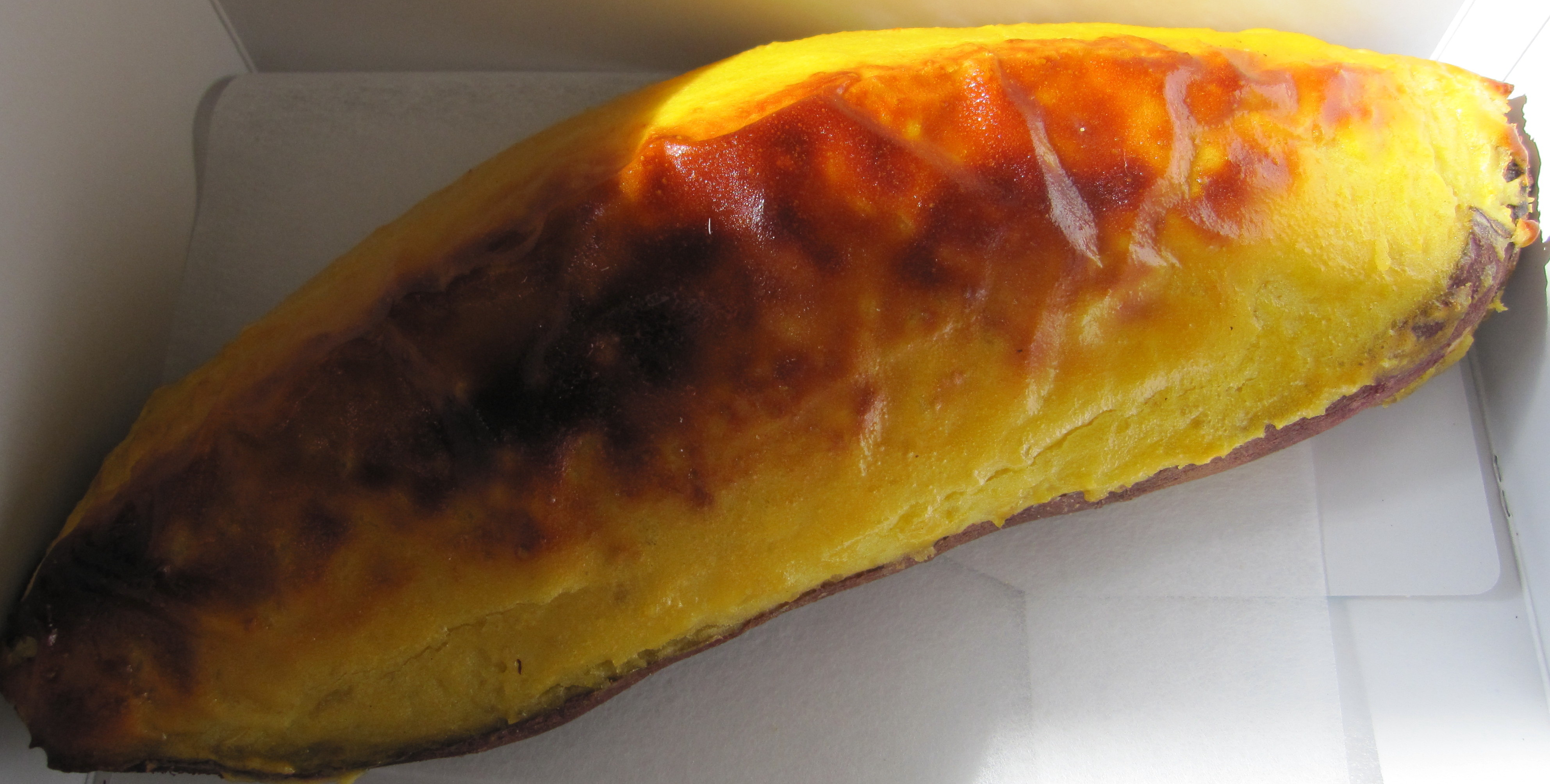
スイートポテト（2010年）

## 沿革
- 1972年（昭和47年）：「洋菓子専門の店 アンデルセン」として創業[1]。
- 1977年（昭和52年）：「有限会社アンデルセン」設立[1]。
- 1984年（昭和59年）：東1条店オープン[1]。
- 1995年（平成07年）：白樺通り店オープン[1]。
- 2000年（平成12年）：「株式会社クランベリー」に改組・社名変更[1]。
- 2005年（平成17年）：弥生通り店オープン[1]。
- 2012年（平成24年）：エスタ帯広店オープン[1]。
- 2019年（平成31年）：札内店オープン。

## 店舗
各店舗では、通信販売をしていないケーキ類や焼き菓子、ソフトクリームなどを取り扱っている。
- 本店 - 帯広市西2条南6丁目
- 東1条店 - 帯広市東1条南9丁目
- 白樺通り店 - 帯広市西20条南3丁目
- 弥生通り店 - 帯広市西9条南29丁目
- エスタ帯広店 - 帯広市西2条南12丁目 エスタ帯広西館内